# 大褐尺蛾
大褐尺蛾（学名：Amblychia moltrechti）为尺蛾科褐尺蛾屬下的一个种。